# 셰익스피어 이야기

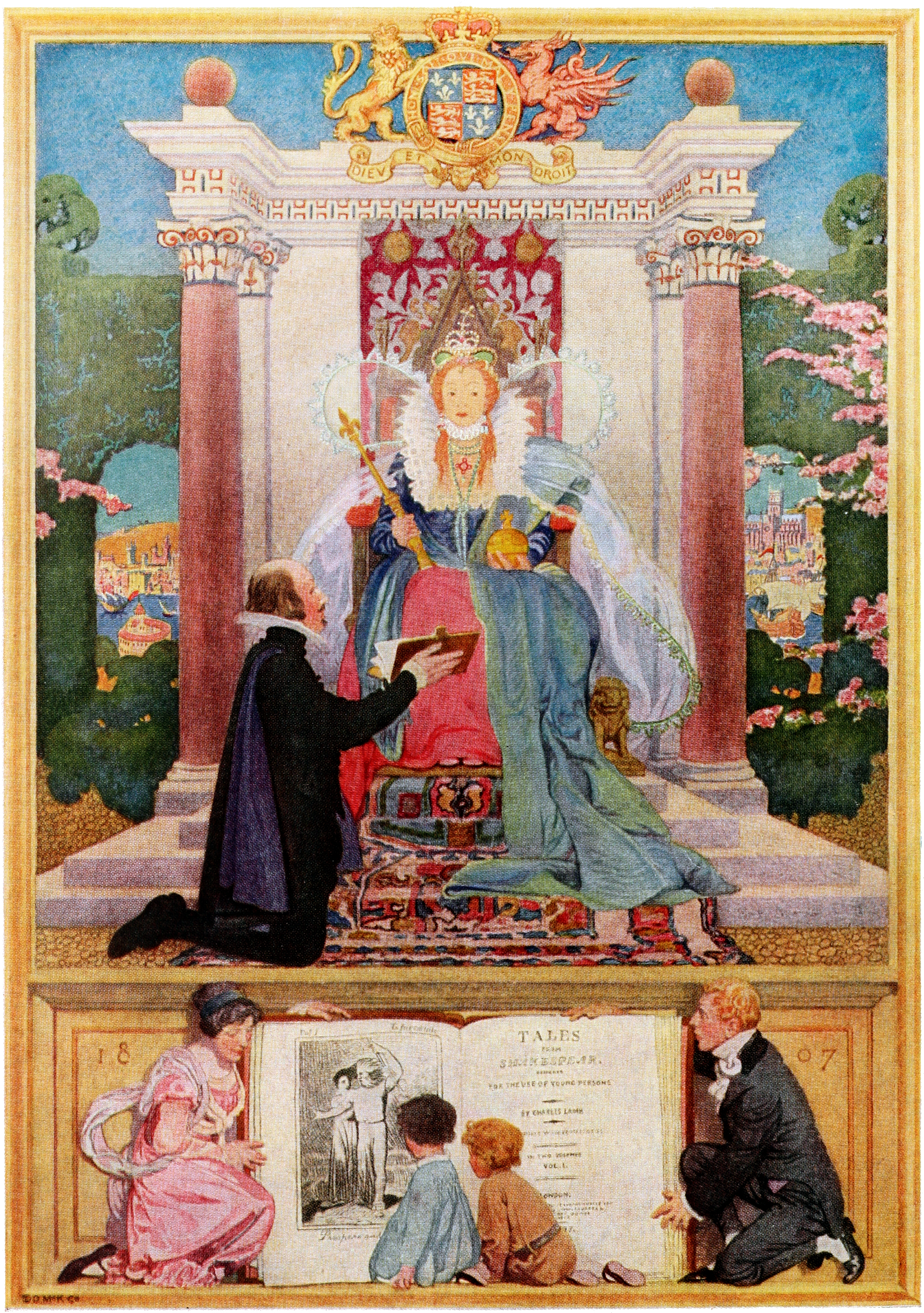
엘리자베스 1세에게 작품을 헌정하는 셰익스피어를 묘사한 삽화.

《셰익스피어 이야기》(Tales from Shakespeare)는 찰스 램과 메리 램 남매가 1807년에 윌리엄 셰익스피어의 희곡들을 축약 번안해서 쓴 동화이다.
총 2권으로 되어 있으며, 그 내용은 다음과 같다.
제1권
1. 템페스트
2. 한여름 밤의 꿈
3. 겨울 이야기
4. 헛소동
5. 뜻대로 하세요
6. 베로나의 두 신사
7. 베니스의 상인
8. 심벨린의 비극
9. 리어왕
10. 맥베스의 비극
11. 끝이 좋으면 다 좋아
12. 말괄량이 길들이기
13. 실수의 연속
14. 법에는 법으로
15. 십이야
16. 아테네의 티몬
17. 로미오와 줄리엣
18. 햄릿(덴마크 왕자 햄릿의 비극)
19. 오셀로
20. 티레의 왕자 페리클레스

제2권
1. 사랑의 헛수고
2. 윈저의 유쾌한 아낙네들
3. 트로일루스와 크레시다
4. 존왕
5. 리처드 2세
6. 헨리 4세 1부
7. 헨리 4세 2부
8. 헨리 5세
9. 헨리 6세 제1부
10. 헨리 6세 제2부
11. 헨리 6세 제3부
12. 리처드 3세
13. 헨리 7세
14. 코리올레이너스
15. 줄리어스 시저의 비극
16. 안토니와 클레오파트라